# Liste von Volksliedern

## A
- Abend wird es wieder
- Abendstille überall
- Ach Elslein, liebes Elselein
- Ach Mädchen, nur einen Blick
- Ach Mod’r, ich well en Ding han
- Ach, bittrer Winter
- Ach, wie ist’s möglich dann
- Ack Värmeland, du sköna (Schwedisch)
- Addio la caserna
- Ade zur guten Nacht
- À la claire fontaine
- All mein Gedanken, die ich hab
- Alle Vögel sind schon da
- Alles neu macht der Mai
- Alleweil ka mer net lustig sein
- Alouette
- Als der Großvater die Großmutter nahm
- Als die Römer frech geworden
- Als wir jüngst in Regensburg waren
- Am Brunnen vor dem Tore
- An der Saale hellem Strande
- An einem Sommermorgen
- Ännchen von Tharau
- Arirang
- Au clair de la lune
- Auf, auf zum fröhlichen Jagen
- Auf, auf, ihr Wandersleut’
- Auf der Lüneburger Heide
- Auf der Mauer, auf der Lauer
- Auf de schwäbsche Eisebahne
- Auf, du junger Wandersmann
- Auf einem Baum ein Kuckuck
- Auld Lang Syne
- Auprès de ma blonde
- Aus grauer Städte Mauern

## B
- Backe, backe Kuchen
- Bald gras ich am Neckar
- Banana Boat Song
- Begegnet mir mei Diandl
- Bei einem Wirte wundermild
- Bergvagabunden
- Bin ein fahrender Gesell’
- Bolle reiste jüngst zu Pfingsten
- Brüderchen, komm tanz mit mir
- Brüder, reicht die Hand zum Bunde
- Brüderlein fein
- Buama, heint geht’s lustig zua
- Bunt sind schon die Wälder

## C
- Cadet Rousselle
- Carmagnole
- Ça, ça, geschmauset

## D
- Da drunten im Tale
- Danny Boy
- Dar Vuglbärbaam
- Das Lieben bringt groß’ Freud’
- Das Lied von den Vögelein
- Das Schifflein schwingt sich dani von Land
- Das Wandern ist des Müllers Lust
- Dat du min Leevsten büst
- Der Frühling hat sich eingestellt
- Der grimmig Tod mit seinem Pfeil
- Der Mai ist gekommen
- Der Mai, der Mai
- Der Mond ist aufgegangen
- Der Piet am Galgen
- Der treue Husar
- De Runner von Hamburg
- Der Winter ist ein rechter Mann
- Der Winter ist vergangen
- Des Abends, da kann ich nicht schlafen gehn
- Die Bauern von St. Pölten
- Die Dampfnudl
- Die Gamserl schwarz und braun
- Die Gedanken sind frei
- Die güldene Sonne bringt Leben und Wonne
- Die Klage
- Die Sonne scheint nicht mehr
- Die Vogelhochzeit
- Dorogoi dlinnoju
- Dort jenes Brünnlein
- Dort niedn in jenem Holze
- Drei Chinesen mit dem Kontrabass
- D’r Hans im Schnokeloch
- Drum san ma Landsleit
- Drunten im Unterland
- Drunten in der grünen Au
- Du fragsch mi, wär i by
- Du, du dalketer Jagersbua
- Du, du liegst mir im Herzen
- Dunkle Wolken
- Durchs Wiesental gang i jetzt na

## E
- Early One Morning
- Ei, Büble, wennst mi so gern häst
- Ein freies Leben führen wir
- Ein Heller und ein Batzen
- Ein Jäger aus Kurpfalz
- Ein Jäger längs dem Weiher ging
- Ein Loch ist im Eimer
- Eine Seefahrt, die ist lustig
- Einer Seefahrt froh Gelingen
- El Cant dels Aucells
- Erlaube mir, fein’s Mädchen
- Es blies ein Jäger wohl in sein Horn
- Es Burebüebli mah-n-it nit
- Es dunkelt schon in der Heide
- Es, es, es und es, es ist ein harter Schluss
- Es fiel ein Reif in der Frühlingsnacht
- Es freit’ ein wilder Wassermann
- Es geht eine dunkle Wolk herein
- Es hatt ein Bauer ein schönes Weib
- Es ist ein Schnee gefallen
- Es ist ein Schnitter
- Es kann ja nicht immer so bleiben
- Es klappert die Mühle
- Es klinget der Maien
- Es regnet, es regnet
- Es saß ein schneeweiß’ Vögelein
- Es steht ein Baum im Odenwald
- Es steht eine Mühle im Schwarzwäldertal
- Es steht ein’ Lind’ in jenem Tal
- Es steht ein Wirtshaus an der Lahn
- Es taget vor dem Walde
- Es tönen die Lieder
- Es war eine Mutter
- Es war ein König in Thule
- Es waren zwei Königskinder
- Es wird scho glei dumpa
- Es wollt’ ein Jägerlein jagen
- Es wollt’ ein Mägdlein tanzen gehn
- Es zogen drei Burschen

## F
- Feieromd
- Fein sein, bei’nander bleibn
- Feinsliebchen, du sollst mir nicht barfuß gehn
- Fensterstock Hias
- Frankie and Johnny
- Frère Jacques
- Freut euch des Lebens
- Frisch auf ins freie Feld
- Froh zu sein bedarf es wenig

## G
- Gang rüef de Bruune
- Gaudeamus igitur
- Geh aus, mein Herz, und suche Freud
- Gestern bei Mondenschein
- Gold und Silber lieb’ ich sehr
- Greensleeves
- Gretel Pastetel
- Grün, grün, grün sind alle meine Kleider
- Grüß Gott, du schöner Maien
- Gut Nacht, gute Nacht, mein feines Lieb
- Guten Abend, gut’ Nacht
- Guter Mond, du gehst so stille

## H
- Hab’ mein’ Wage vollgelade
- Hab’ mir mein’ Weizen aufs Bergl g’sät
- Hamborger Veermaster
- Hänschen klein
- Hänsel und Gretel verliefen sich im Wald
- Hava Nagila
- Heidenröslein
- Heidschi Bumbeidschi
- Heißa, Kathreinerle
- Herbst ist da
- Herr Hadubrand
- Herrgott aus Sta
- Herrn Pastor sien Kauh
- Heut’ kommt der Hans zu mir
- Heute an Bord
- Heute nur heute bin ich so schön
- Himmel und Erde müssen vergehn
- Hinaus in die Ferne
- Hoamatgsang
- Hoch auf dem gelben Wagen
- Hoch vom Dachstein an
- Hohe Tannen weisen die Sterne
- Hopp, hopp, hopp, Pferdchen, lauf Galopp
- How Stands the Glass Around
- Horch, was kommt von draußen ’rein
- Heute hier morgen dort

## I
- I bin a Steirerbua
- Ich bin die kleine Nienburgerin
- Ich bin Soldat, doch bin ich es nicht gerne
- Ich fahr’ dahin
- Ich fahr’ mit der Schneckenpost
- Ich geh’ mit meiner Laterne
- Ich gehe über Berg und Tal
- Ich ging durch einen grasgrünen Wald
- Ich ging emol spaziere
- Ich hab die Nacht geträumet
- Ich hatt’ einen Kameraden
- Ich schieß den Hirsch im wilden Forst
- Ich tua wohl
- Ich weiß nicht, was soll es bedeuten
- Ihren Schäfer zu erwarten
- Im Aargau sind zweu Liebi
- Im grünen Wald, dort wo die Drossel singt
- Im Krug zum grünen Kranze
- Im Märzen der Bauer
- Im Frühtau zu Berge
- Im schönsten Wiesengrunde
- Im tiefen Keller sitz ich hier
- Im Wald und auf der Heide
- In einem kühlen Grunde
- In meinem kleinen Apfel
- Innsbruck, ich muss dich lassen
- It’s a Long Way to Tipperary

## J
- Jan Hinnerk
- Jetzt fahr’n wir übern See
- Jetzt fängt das schöne Frühjahr an
- Jetzt gang i ans Brünnele (auch Jetz gang i ans Brünnele)
- Jetzt kommen die lustigen Tage
- Jetzt kommt die fröhliche Sommerszeit
- Jetzt kommt die Zeit

## K
- Kein Feuer, keine Kohle
- Kein schöner Land in dieser Zeit
- Klinge lieblich, klinge sacht
- Kling, Glöckchen, klingelingeling
- Komm, lieber Mai, und mache
- Kommt ein Vogel geflogen
- Kommt, ihr G’spielen
- Kumme, kum, Geselle min

## L
- Lang, lang ist’s her
- Lauterbacher Strumpflied
- Là-haut sur la montagne
- Leise rieselt der Schnee
- Liebchen adé (Winter ade)
- Lied der Wolgaschlepper
- Lobet mir mein Schätzchen fein
- Lueget, vo Berg und Tal
- Lustig ist das Zigeunerleben

## M
- Mädle, ruck, ruck, ruck
- Maienzeit bannet Leid
- Maikäfer flieg
- Mei Mutter mag mi net
- Mein Hut, der hat drei Ecken
- Mein Mädel hat einen Rosenmund
- Mein Schatz, der ist auf die Wanderschaft hin
- Mein Vater war ein Wandersmann
- Mit dem Pfeil, dem Bogen
- Molly Malone
- Morgen muß ich fort von hier
- Morgens früh um sechs
- Muss i denn, muss i denn zum Städtele hinaus

## N
- Nach Süden nun sich lenken (Wanderlied der Prager Studenten)
- Noch ruh’n in weichem Morgenglanz
- Nun ade, du mein lieb Heimatland
- Nun ruhen alle Wälder
- Nun will der Lenz uns grüßen
- Nun wollen wir singen das Abendlied

## O
- O alte Burschenherrlichkeit
- O du lieber Augustin
- O du liebs Ängeli
- O Tannenbaum
- O Tannenbaum, du trägst ein’ grünen Zweig
- O wie wohl ist mir am Abend
- Oh! Susanna
- Oh My Darling, Clementine

## P
- Prinz Eugen, der edle Ritter

## R
- Rennsteiglied
- Ri-ra-rutsch
- Rolling Home
- Rosestock, Holderblüh
- Rundumadum

## S
- Sabinchen war ein Frauenzimmer
- Sah ein Knab’ ein Röslein stehn (Heidenröslein)
- Sarie Marais
- Scarborough Fair
- Schäfer, sag, wo tust du weiden
- Schängellied
- Scheiße
- Schlaf, Herzenssöhnchen
- Schön ist die Welt
- Schöne Minka
- Schwesterlein, Schwesterlein
- She’ll Be Coming ’Round the Mountain
- ’s isch äbe-n-e Mönsch uf Ärde
- Solang der alte Peter
- Stehn zwei Stern’ am hohen Himmel
- Stenka Rasin
- Steigerlied
- Stille Nacht, heilige Nacht
- Sur le pont d’Avignon

## T
- The Barley Mow
- The Girl I Left Behind Me
- The Yellow Rose of Texas
- Tumbalalaika
- Ty zh mene pidmanula! (Ukraine)

## U
- Über die Heide geht mein Gedanken
- Über meiner Heimat Frühling
- Uf’m Berge bin i g’sässe
- Und in dem Schneegebirge
- Und jetzt gang i an Peters Brünnele
- Und jetzund kommt die Nacht herein
- Und wer im Januar geboren ist
- Und wieder blüht die Linde
- Unser Leben gleicht der Reise (Beresina-Lied)

## V
- Verlassen, verlassen bin i
- Verstohlen geht der Mond auf
- Viel Freuden mit sich bringet
- Von den blauen Bergen kommen wir
- Vo Luzärn uf Wäggis zue

## W
- Wabash Cannonball
- Wach auf, mein’s Herzen Schöne
- Wahre Freundschaft soll nicht wanken
- Waldeslust
- Waltzing Matilda
- Wånn i geh af die Pirsch
- Was frag’ ich viel nach Geld und Gut
- Was hab’ ich denn meinem Feinsliebchen getan
- Weiß mir ein schönes Röselein
- Wem Gott will rechte Gunst erweisen
- Wenn alle Brünnlein fließen
- Wenn der Frühling kommt
- Wenn der Topp aber nu e Loch hat
- Wenn der Abend naht
- Wenn der Auerhahn balzt
- Wenn die Bettelleute tanzen
- Wenn die bunten Fahnen wehen
- Wenn die Soldaten durch die Stadt marschieren
- Wenn hie en Pott mit Bohnen steiht
- Wenn ich ein Vöglein wär
- Wenn wir sonntags in die Kirche geh’n (Wenn mer suuntichs ei de Kerche giehn)
- Wenn wir erklimmen (Bergvagabunden)
- Wenn’s Mailüfterl weht
- Wer hat die Blumen nur erdacht
- Wer recht in Freuden wandern will
- What Shall We Do with the Drunken Sailor
- Wia lusti is’s im Winter
- Wie komm’ ich denn zur Tür herein
- Wie lieblich schallt
- Wie sind mir meine Stiefel geschwolln
- Wiegende Wellen auf wogender See
- Wilde Gesellen vom Sturmwind durchweht
- Wildgänse rauschen durch die Nacht
- Winter Ade
- Wir lagen vor Madagaskar
- Wir sind durch Deutschland gefahren
- Wir tanzen im Maien
- Wo Berge sich erheben
- Wo die Nordseewellen
- Wo e klein’s Hüttle steht
- Wo mag denn nur mein Christian sein
- Wohlan, die Zeit ist ’kommen
- Wohlauf in Gottes schöne Welt
- Wohlauf, die Luft geht frisch und rein
- Wohlauf, noch getrunken

## Z
- Z’Basel an mim Rhin
- Zeigt her eure Füße
- Zogen einst fünf wilde Schwäne
- Zum Tanze da geht ein Mädel